# Туричанський заказник
Турича́нський — загальнозоологічний заказник місцевого значення в Україні. Об'єкт розташований на території Ковельського району Волинської області, неподалік від с. Туричани та с. Дуліби.
Площа — 660 га, статус отриманий у 1992 році на підставі розпорядження Представника Президента України у Волинській області від 26.05.1992 № 132. Перебуває у віданні філії «Володимир-Волинське лісомисливське господарство», Турійське лісництво, кв. 25, кв. 26, вид. 1–65, 87–88, кв. 27, кв. 28, вид. 1–53, 63–66, кв. 29, вид. 1–16, 38–65, кв. 30. 
Охороняється ділянка сосново-березових лісових насаджень з домішкою вільхи чорної, осики, ялини європейської, дуба звичайного. У трав'яному покриві зростає 400 видів рослин, серед яких трапляються рідкісні види, занесені до Червоної книги України: лілія лісова, плаун колючий, зозулині черевички справжні. 
Тваринний світ заказника представлений такими видами ссавців: свиня дика, сарна європейська, лисиця звичайна, куниця лісова, вивірка звичайна, заєць сірий, борсук європейський та птахів: щеврик лісовий, вівсянка звичайна, зеленяк, синиця велика і блакитна, дятел звичайний і малий.

## Галерея

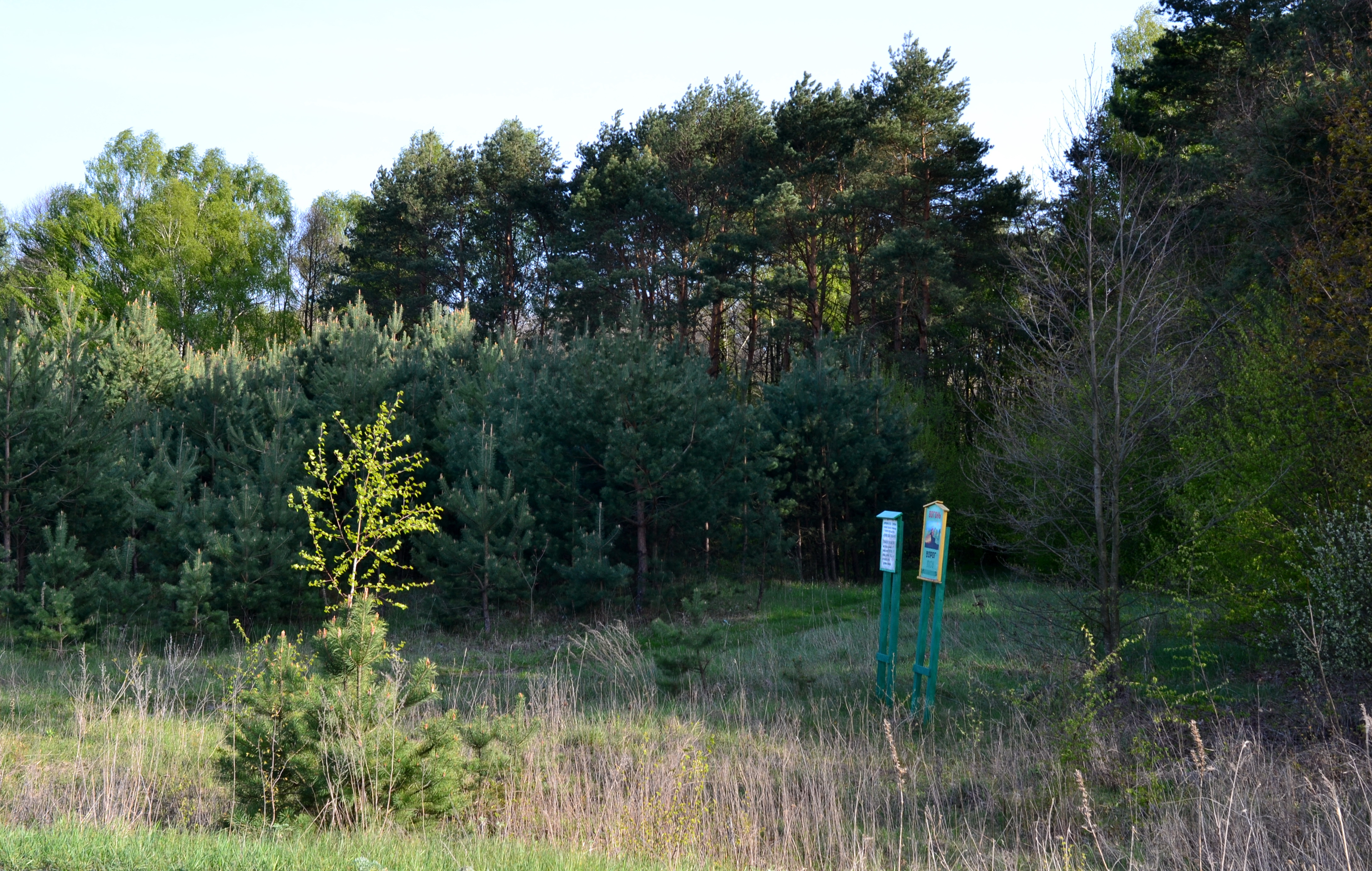
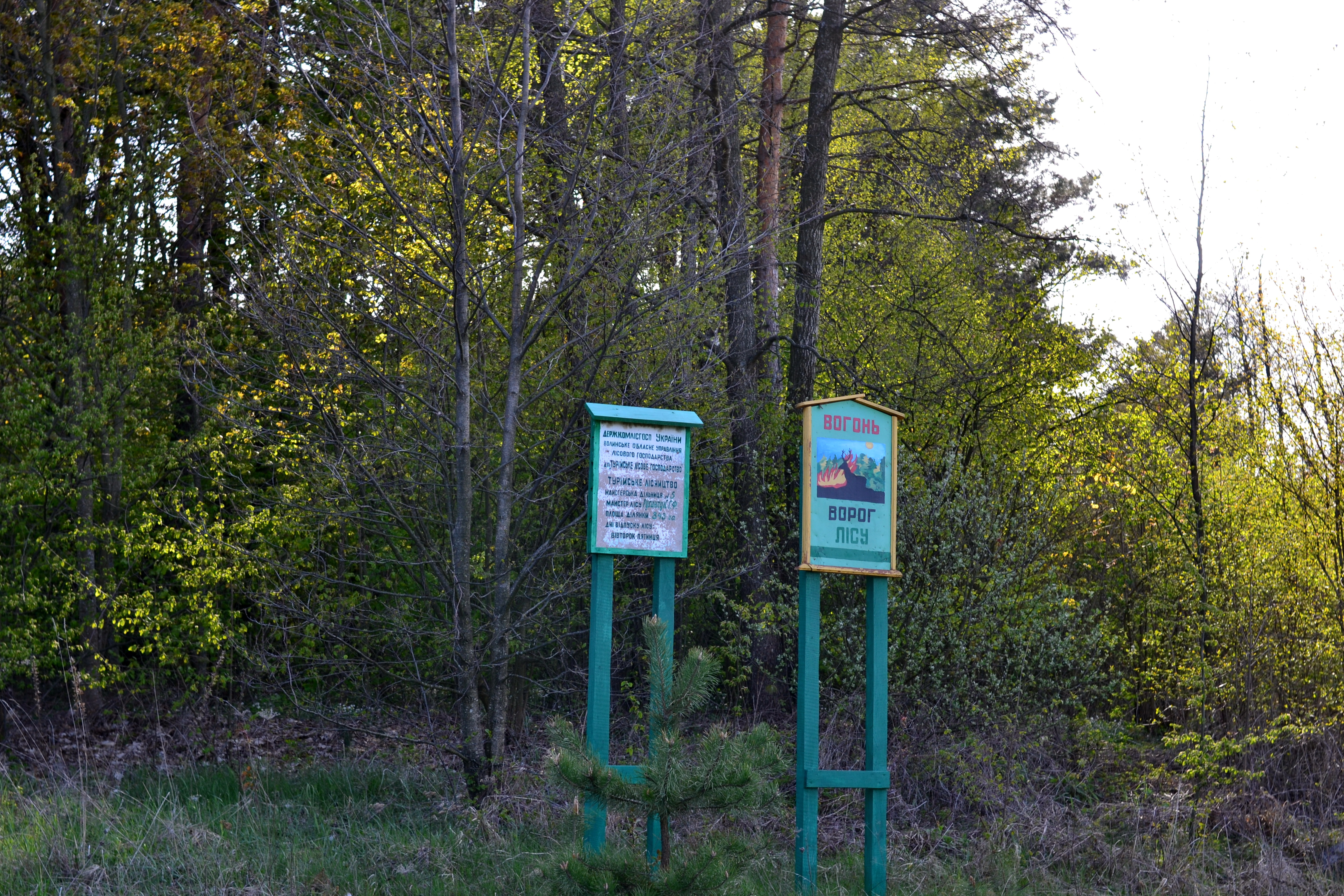